# Bryce (software)

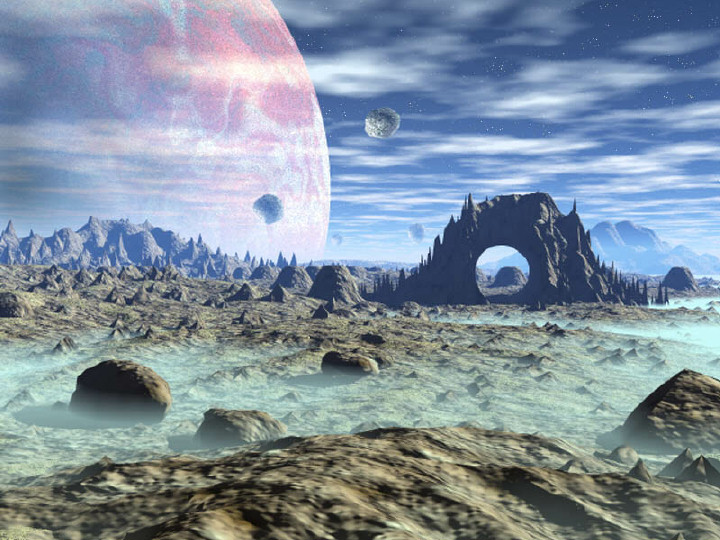
Voorbeeld met Bryce

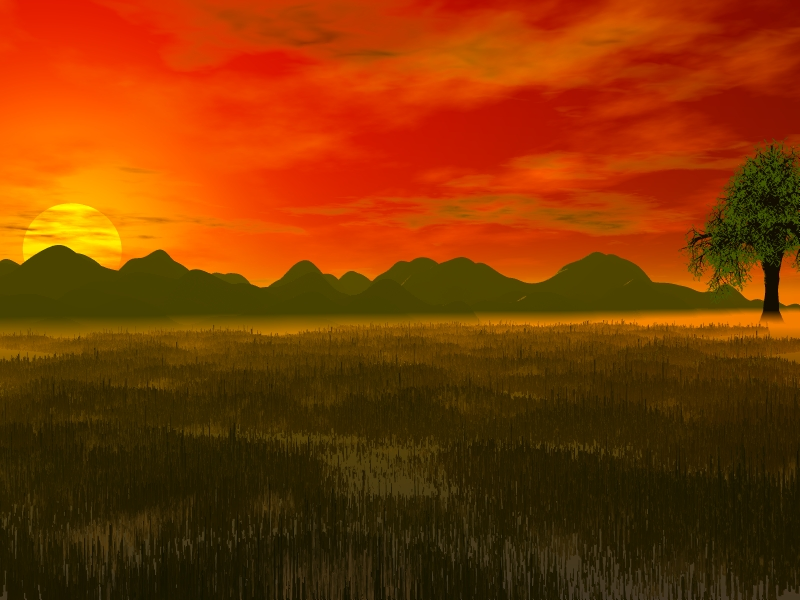
Voorbeeld met Bryce

Bryce is een computerprogramma voor het maken en genereren van 3D-computergraphics.
Het programma is met name geschikt voor het maken van kunst en van landschappen. Het is minder geschikt voor het maken van 3D voorwerpen.
De versies Bryce, Bryce 2, Bryce 3 en Bryce 4 werden uitgebracht door Meta Creations. Daarna werd het opgekocht door Corel die Bryce 5 uitbracht, en het daarna verkocht aan DAZ Productions.

## Trivia
Het programma ontleent zijn naam aan Bryce Canyon, een nationaal park in de Verenigde Staten waar bijzondere rotsformaties te vinden zijn.